# Apirana Turupa Ngata

Apirana Turupa Ngata ok. 1905 r.

Sir Apirana Turupa Ngata (ur. 3 lipca 1874 w Kawaka (Te Araroa), zm. 14 lipca 1950) – nowozelandzki działacz polityczny i społeczny, etnograf, historyk maoryski. Zwolennik integracji Maorysów ze społeczeństwem Nowej Zelandii przy zachowaniu tradycji kulturalnych.
Kształcił się w college'u Te Aute i ukończył nauki polityczne w 1893 na Canterbury University College. W 1896 uzyskał uprawnienia adwokackie. Był pierwszym maoryskim absolwentem nowozelandzkiego uniwersytetu i jednym z pierwszych Nowozelandczyków, który posiadał stopień naukowy w dziedzinie nauk polityczno-prawnych. Utalentowany mówca, wywarł wielki wpływ na ruch Kotahitanga i był jednym z założycieli Ruchu Młodych Maorysów. Od 1905 do 1943 był deputowanym do parlamentu, od 1909 do 1912 i od 1928 do 1934 - ministrem ds. rdzennej wolności. Ściśle współpracował z działaczką Te Puea Herangi. W 1931 rozpoczął realizację rozwoju ziem maoryskich, który znacznie zwiększył areał gruntów uprawianych przez Maorysów. Stworzył fundusz budowy szkół dla Maorysów. Od 1928 do 1934 przewodniczył Maoryskiej Radzie Badań Etnologicznych. W 1934 wycofał się ze stanowiska, gdy komisja ds. ludności rodzimej udowodniła mu niewłaściwe wykorzystanie pieniędzy, którymi wspomagał kolejne przedsięwzięcia. Podczas obu wojen światowych odpowiadał za rekrutację Maorysów do wojska, ale udało mu się zapobiec przymusowym poborom do służby.
Uznany za najwybitniejszego Maorysa XX wieku.